# Базилика Пресвятой Богородицы Лихеньской
Базилика скорбящей Богородицы, королевы Польши (пол. Bazylika Matki Bożej Bolesnej Królowej Polski) — католический храм в деревне Лихень Стары неподалёку от Конина, Великопольское воеводство, Польша. Спроектирована Барбарой Белецкой и построена в 1994—2004 годах. Строительство финансировалось пожертвованиями паломников.
Имея неф длиной 120 метров и 77 метров в ширину, центральный купол высотой 98 метров и башню высотой 141,5 метра, эта базилика является крупнейшей церковью в Польше и одной из самых больших в мире. Собор посвящён Скорбящей Богородице, королеве Польши, чья икона, вероятнее всего созданная в XVIII веке, выставлена на главном алтаре базилики. Это одно из главных мест паломничества в Польше.
В колокольне базилики находится самый большой колокол в Польше под названием «Мария Богородица».
Папа римский Иоанн Павел II освятил храм в 1999 году и даровал почётный титул малой базилики 2 февраля 2005 года.

## Галерея

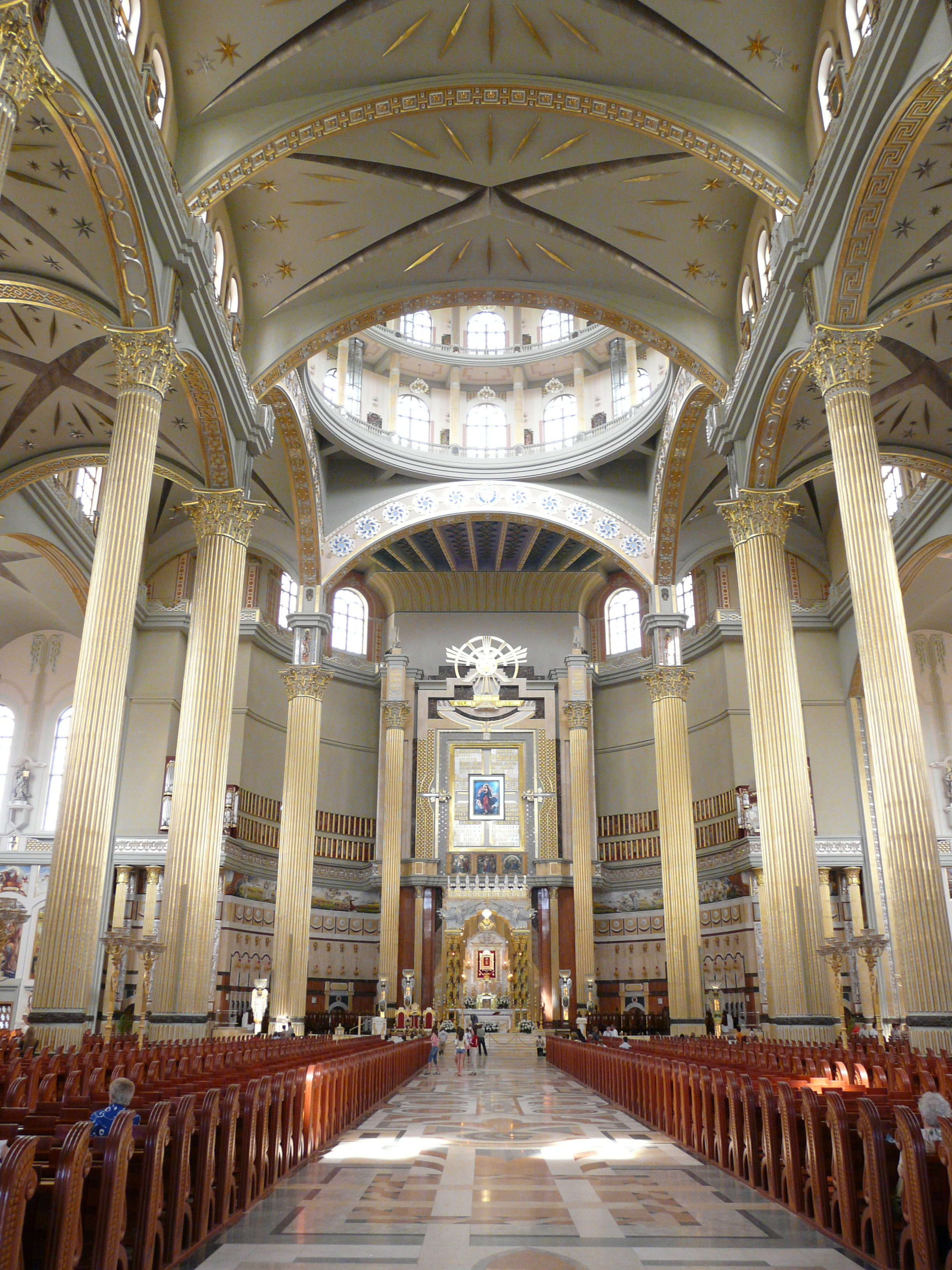
Главный алтарь со святой иконой Богородицы Лихеньской
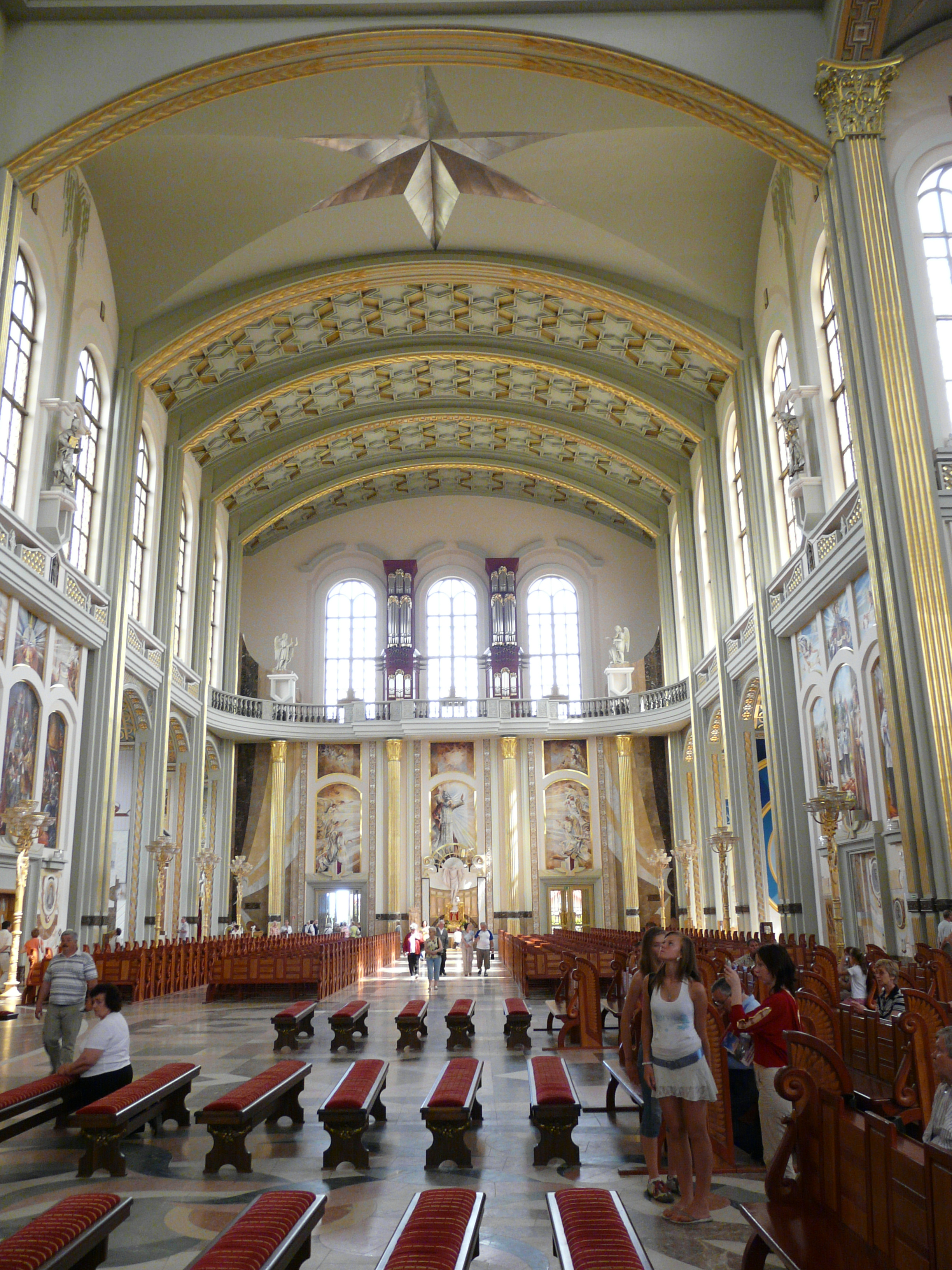
Внутренний вид бокового крыла базилики
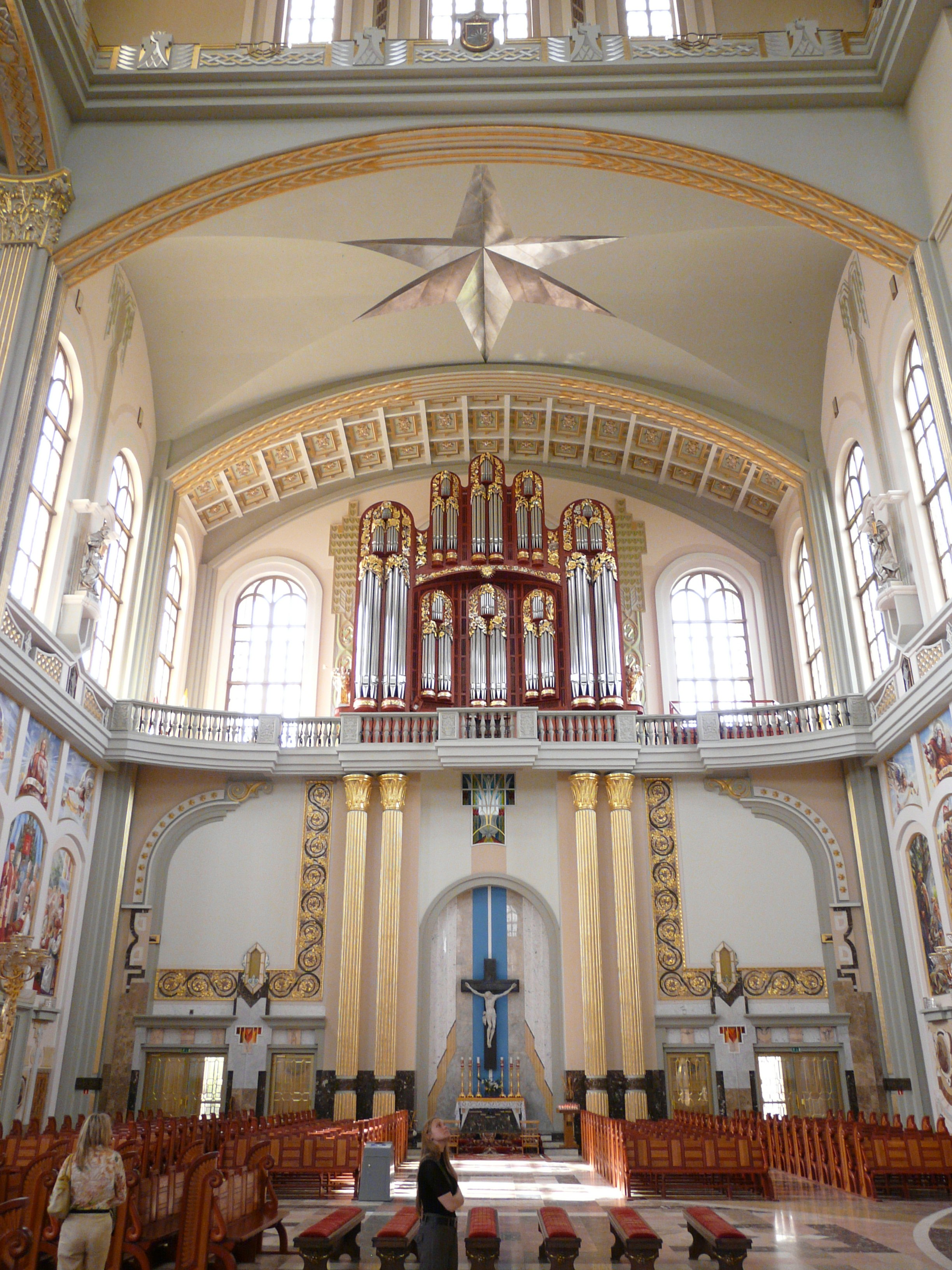
Алтарь с большим Распятием
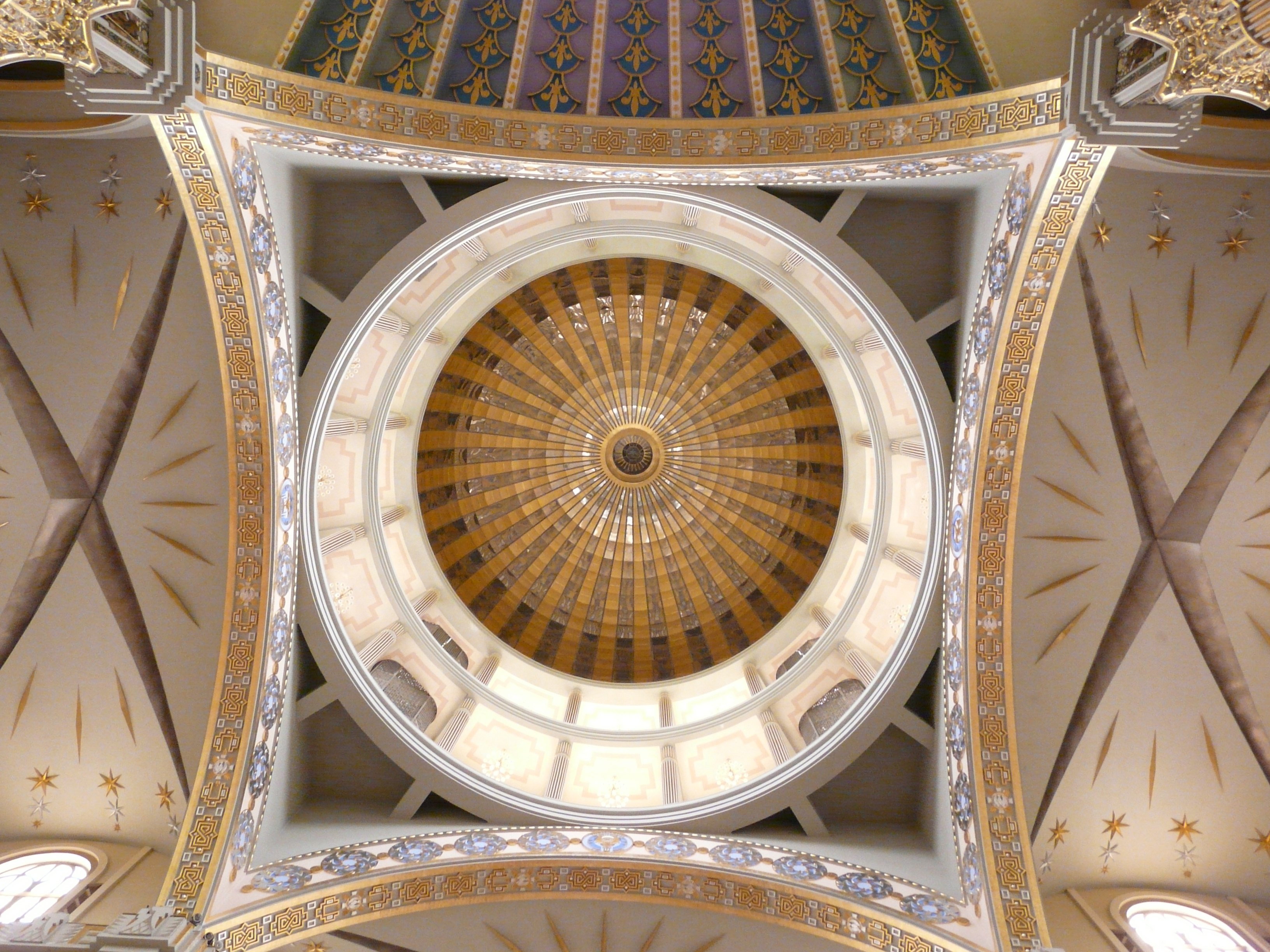
Внутренний вид купола базилики
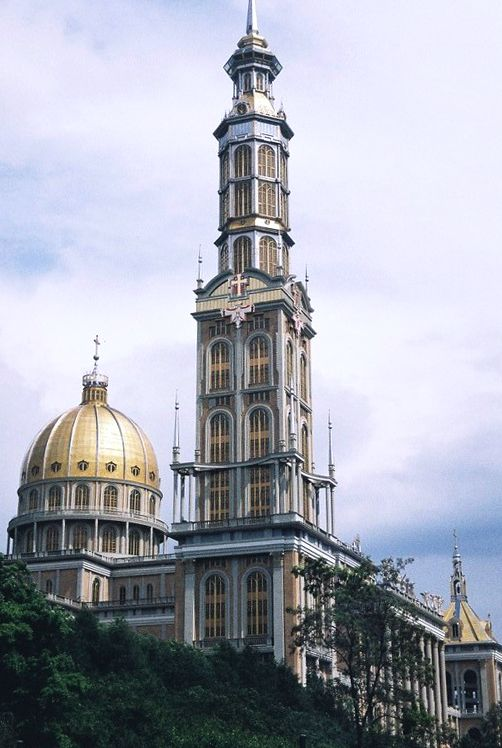
Колокольня базилики достигает высоты 141,5 метра и имеет 2 разных смотровых галереи
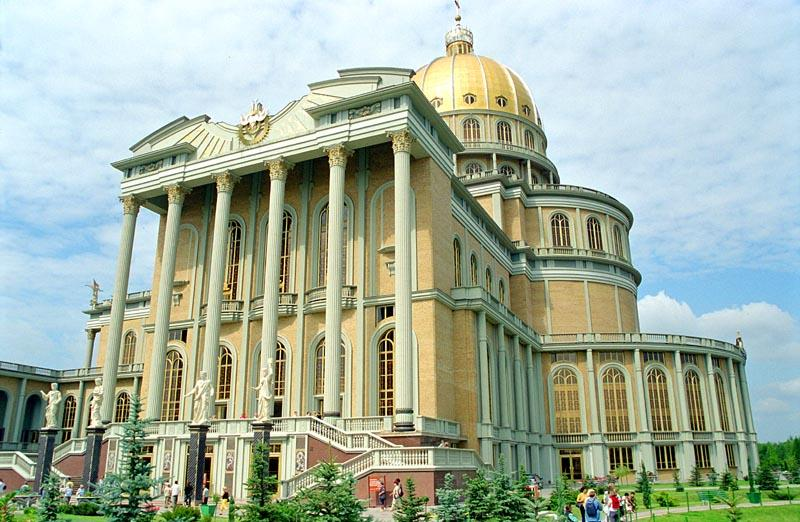
Вид сзади на базилику, с видом на площадь